# ゲットダウン (テレビドラマ)
『ゲットダウン』（原題: The Get Down）は、2016年から2017年に配信されたアメリカ合衆国のテレビドラマシリーズ。1970年代後半のニューヨークで、音楽シーンに身を捧げる若者達を描く。企画・制作はバズ・ラーマンが務め、ジャスティス・スミス、シャメイク・ムーア、ヘリゼン・F・グアルディオラ、ジェイデン・スミスらが出演した。Netflixオリジナル作品として製作され、2016年8月12日に第1シーズンのパート1が、2017年4月7日にパート2が配信された。続編の予定があったものの、シーズン1で打ち切りとなった。

## あらすじ
1970年代後半、ニューヨークのサウス・ブロンクス。犯罪と貧困がはびこる街で、若者たちが新たな音楽シーンに身を捧げ、世界を変えていく。

## 登場人物

### メインキャスト
- ジャスティス・スミス - 役: エゼキエル・”ジーク”・フィゲロ

- シャメイク・ムーア（英語版） - 役: シャオリン・ファンタスティック

- ヘリゼン・F・グアルディオラ（英語版） - 役: マイリーン・クルス

- スカイラン・ブルックス（英語版） - 役: “ララ”・キプリング

- トレメイン・ブラウン・Jr - 役: “ブーブー”・キプリング

- ヤーヤ・アブドゥル＝マティーン2世 - 役: キャデラック

- ジミー・スミッツ - 役: フランシスコ・”パパ・フエルテ”・クルス

### リカーリング
- ジェイデン・スミス - 役: マーカス・”ディージー”・キプリング

- ダヴィード・ディグス（英語版） - 役: エゼキエル・フィゲロ（大人）

- ジャンカルロ・エスポジート - 役: ラモン・クルス牧師

- ステファニー・マーティン - 役: ヨランダ・キプリング

- シャーリー・ロドリゲス - 役: レジーナ

- ママドゥ・アティエ - 役: グランドマスター・フラッシュ

- カレン・オルドリッジ - 役: Adele Kipling

- ケヴィン・コリガン - 役: ジャッキー・モレノ

- ブランドン・J・ダーデン（英語版） - 役: レオン

- マイケル・ギル（英語版） - 役: Herbert Gunns

- ザブリナ・ゲバラ（英語版） - 役: リンディア・クルス

- ロン・セファス・ジョーンズ（英語版） - 役: Winston Kipling

- ジュディ・マルテ（英語版） - 役: Wanda: Ezekiel

- エヴァン・パーク（英語版） - 役: Wolf

- サルマ・サリナス（英語版） - 役: Angela Cruz

- サル・レンディーノ - 役: Stanley Kelly.

- ヨランダ・ロス（英語版） - 役: グリーン先生

- トーリー・デヴォン・スミス - 役: Little Wolf

- リリアス・ホワイト（英語版） - 役: ファット・アニー

- フランク・ウッド（英語版） - 役: エド・コッチ

- リー・ターゲセン - 役: Inspector Moach.

- エリック・ボゴシアン - 役: Roy Asheton

- エリック・D・ヒル・ジュニア - 役: クール・ハーク

- ノア・ル・グロス - 役: Thor

- クワシム・ミドルトン（英語版） - 役: DJ Big Planet

- レイ・ジョナルディ・ロドリゲス - 役: Silent Carlito

- カリル・ミドルトン - 役: MC Luke Skywalker Cage

- ジュリア・ガーナー - 役: Claudia Gunns

- バリントン・ウォルターズ・ジュニア - 役: Doo-Wop

- ジェレミー・ハリス（英語版） - 役: Shane Vincent

- オキエリエテ・オナオドワン（英語版） - 役: アフリカ・バンバータ

- ジェイミー・ジャクソン（英語版） - 役: ロバート・スティグウッド

### ゲスト
- ビリー・ポーター - 役: DJ Malibu

- アニカ・ボラス（英語版）

- アレクシス・クラウザ - 役: Leslie Lesgold

- レネイ・エリース・ゴールズベリイ - 役: Misty Holloway

- ブライス・ピンカム（英語版） - 役: Julien.

- イマニ・ルイス - 役: Tanya.

## エピソード
| シーズン | シーズン | 話数 | 話数 | 放送期間      | 放送期間      |
| -------- | -------- | ---- | ---- | ------------- | ------------- |
|          | 1        | 11   | 6    | 2016年8月12日 | 2016年8月12日 |
|          | 1        | 11   | 5    | 2017年4月7日  | 2017年4月7日  |

### シーズン1 (2016-17)
| Part 1 (1977) |                                                                              |                      | |               |
| 1             | "廃墟にこそ宝が見つかる" "Where There Is Ruin, There Is Hope for a Treasure" | バズ・ラーマン       | 原案: バズ・ラーマン & Stephen Adly Guirgis 脚本: バズ・ラーマン & Stephen Adly Guirgis & Seth Zvi Rosenfeld | 2016年8月12日 |
| 2             | "君の情熱をあおる人を探し求めよ" "Seek Those Who Fan Your Flames"            | Ed Bianchi           | Sam Bromell & Sinead Daly & Jacqui Rivera                                                                    | 2016年8月12日 |
| 3             | "暗闇はキャンドルなり" "Darkness Is Your Candle"                             | Andrew Bernstein     | T Cooper & Allison Glock-Cooper & Stephen Adly Guirgis                                                       | 2016年8月12日 |
| 4             | "リスクを恐れず 思い切り生きよ" "Forget Safety, Be Notorious"                | Ed Bianchi           | Aaron Rahsaan Thomas                                                                                         | 2016年8月12日 |
| 5             | "君には翼がある 飛び方を学べ" "You Have Wings, Learn to Fly"                 | Michael Dinner       | Seth Zvi Rosenfeld                                                                                           | 2016年8月12日 |
| 6             | "声を張り上げず 言葉を届かせろ" "Raise Your Words, Not Your Voice"           | Ed Bianchi           | Seth Zvi Rosenfeld & Sam Bromell                                                                             | 2016年8月12日 |
| Part 2 (1978) |                                                                              |                      | |               |
| 7             | "自分たちの物語を紡げ" "Unfold Your Own Myth"                                | Lawrence Trilling    | Stephen Adly Guirgis                                                                                         | 2017年4月7日  |
| 8             | "ビートが道を示す" "The Beat Says, This Is the Way"                          | Ed Bianchi           | Aaron Rahsaan Thomas                                                                                         | 2017年4月7日  |
| 9             | "1人ずつ闇の中へ" "One by One, Into the Dark"                                | クラーク・ジョンソン | Nelson George                                                                                                | 2017年4月7日  |
| 10            | "すべてを賭けろ" "Gamble Everything"                                         | Ed Bianchi           | Seth Zvi Rosenfeld                                                                                           | 2017年4月7日  |
| 11            | "帰郷のための亡命" "Only from Exile Can We Come Home"                        | Ed Bianchi           | Sam Bromell & Jacqui Rivera                                                                                  | 2017年4月7日  |

## 製作
本作は、バズ・ラーマンが10年以上の歳月をかけてコンセプトを練り上げたものだった。当初は13エピソードを予定していたが、最終的に11エピソードに短縮されている。制作費は約1億2,000万ドルで、Netflix作品の中で過去最高（当時）の規模であった。これは当初の予算を750万ドル上回っている。

## 評価

### 批評
本作は批評家から高い評価を受けている。第1シーズンは批評集積サイトのRotten Tomatoesに78件のレビューがあり、批評家支持率は77%、平均点は10点満点で7.2点となっている。また、Metacriticには31件のレビューがあり、加重平均値は69/100となっている。
第2シーズンはRotten Tomatoesに14件のレビューがあり、批評家支持率は86%、平均点は10点満点で7.68点となっている。